# 德米特里·根纳季耶维奇·库兹明
德米特里·根纳季耶维奇·库兹明（羅馬化：Dmitriy Gennad'yevich Kuz'min；1975年6月28日—）是俄罗斯政治人物，联邦委员会议员。
1997年，库兹明毕业于库兹巴斯国立技术大学。随后，他成为别廖佐夫斯基一家保险公司的部门主管。2000年至2008年，他还担任别廖佐夫斯基经济和金融副主任。他离职后成为库兹巴斯能源销售公司的总经理，后来成为SDS-Energo控股有限责任公司的总经理。同时，他还是当地统一俄罗斯党分部的成员。2018年9月14日，他被任命为克麦罗沃州联邦委员会议员
库兹明于于2022年因俄乌战争而受到多国制裁。